# Kosanica (rivière)
Pour les articles homonymes, voir Kosanica.
La Kosanica (en serbe cyrillique : Косаница) est une rivière de Serbie. Elle est un affluent de la Toplica. Sa longueur est de 34 km.
La Kosanica appartient au bassin versant de la mer Noire. La rivière n'est pas navigable.
La rivière coule dans la municipalité de Kuršumlija et se jette dans la Toplica à proximité de la ville.